# Mega Center Shymkent
El Mega Center Shymkent es un centro comercial en la ciudad de Shymkent, una localidad de Kazajistán. Forma parte de la cadena comercial JSC Mega Center, que opera un total de cuatro de estos centros comerciales en Kazajistán. 
El centro comercial posee 60 tiendas distribuidas en tres plantas y un garaje subterráneo en el nivel más bajo. Fue inaugurado el 27 de septiembre de 2007, ocupa un espacio de 29.380 m² y tiene espacio para recibir 220 vehículos.